# وارن ميلر (لاعب كرة قاعدة)
وارن ميلر (بالإنجليزية: Warren Miller)‏ هو لاعب كرة قاعدة أمريكي، ولد في 1885 في فيلادلفيا في الولايات المتحدة، وتوفي بنفس المكان في 12 أغسطس 1956.

## وصلات خارجية
- ارين ميلر على موقعبيزبول رفرنس.كوم (الدوري الرئيسي) (الإنجليزية)
- ارين ميلر على موقعبيزبول رفرنس.كوم (الدوري الثانوي) (الإنجليزية)